# 高平陵 (晉)
高平陵是中国东晋第八任皇帝晋简文帝司马昱的陵墓。
晋简文帝在咸安二年（372年）七月廿八驾崩。十月初八，葬于高平陵。晋简文帝与简文顺王皇后共葬。高平陵在今江苏省南京市东紫金山西南麓。紫金山附近晋陵有晋康帝崇平陵、晋简文帝高平陵、晋孝武帝隆平陵、晋安帝休平陵、晋恭帝冲平陵。《元和郡县志》卷25上元县：晋简文帝司马昱高平陵“在县东北二十里蒋山西南”。现在具体位置不详，有待发掘。